# 链球菌性咽炎
鏈球菌性咽炎（streptococcal pharyngitis、strep throat）是一種喉部後方含扁桃腺感染化脓性链球菌的疾病，是咽炎中的一種，常見症狀有發燒、喉嚨痛、扁桃腺發紅、以及頸部淋巴結腫大 ，有時也會頭痛或噁心想吐。 有些人的舌頭會出現猩紅熱患者般的砂紙狀紅疹。通常症狀會在接觸病原後1到3天出現，至少維持7到10天。
链球菌性咽喉炎通常藉由患者的飛沫傳染，直接接觸飛沫，或觸摸沾有飛沫的物品後觸摸自己的口鼻眼也可能感染，跟化膿鏈球菌患者有肌膚接觸亦同。有些人不會出現症狀，但會成為帶原者。如有相關症狀者，可接受快速抗原檢定或咽拭子細菌培養協助診斷。
預防方法有洗手、不與他人共用餐具，目前尚無疫苗可供接種。抗生素僅建議用於治療確診病患；患者在第一次接受治療後，至少須隔離24小時。止痛可使用对乙酰氨基酚或布洛芬等非甾体抗炎药。
链球菌性咽喉炎是孩童中常見的細菌感染病症，占兒童喉嚨痛病因的 15-40%，在成人則佔有5-15%。發病多見於晚冬與初春，潛在併發症有風濕熱及扁桃體周圍膿瘍。

## 症状和体征
链球菌性咽炎的常见症状是喉咙痛、发烧超过38°C，扁桃体化脓，以及淋巴结肿大。
其它症状还有：
- 头痛[9]
- 恶心[9]
- 腹痛[9]
- 肌痛[10]
- 皮疹（位于体表、口腔或咽喉内）及软颚上的瘀點，其中后者虽然罕见，但具有很高的特异度[7].

被传染者症状一般会在与患者接触的一至三天后出现。

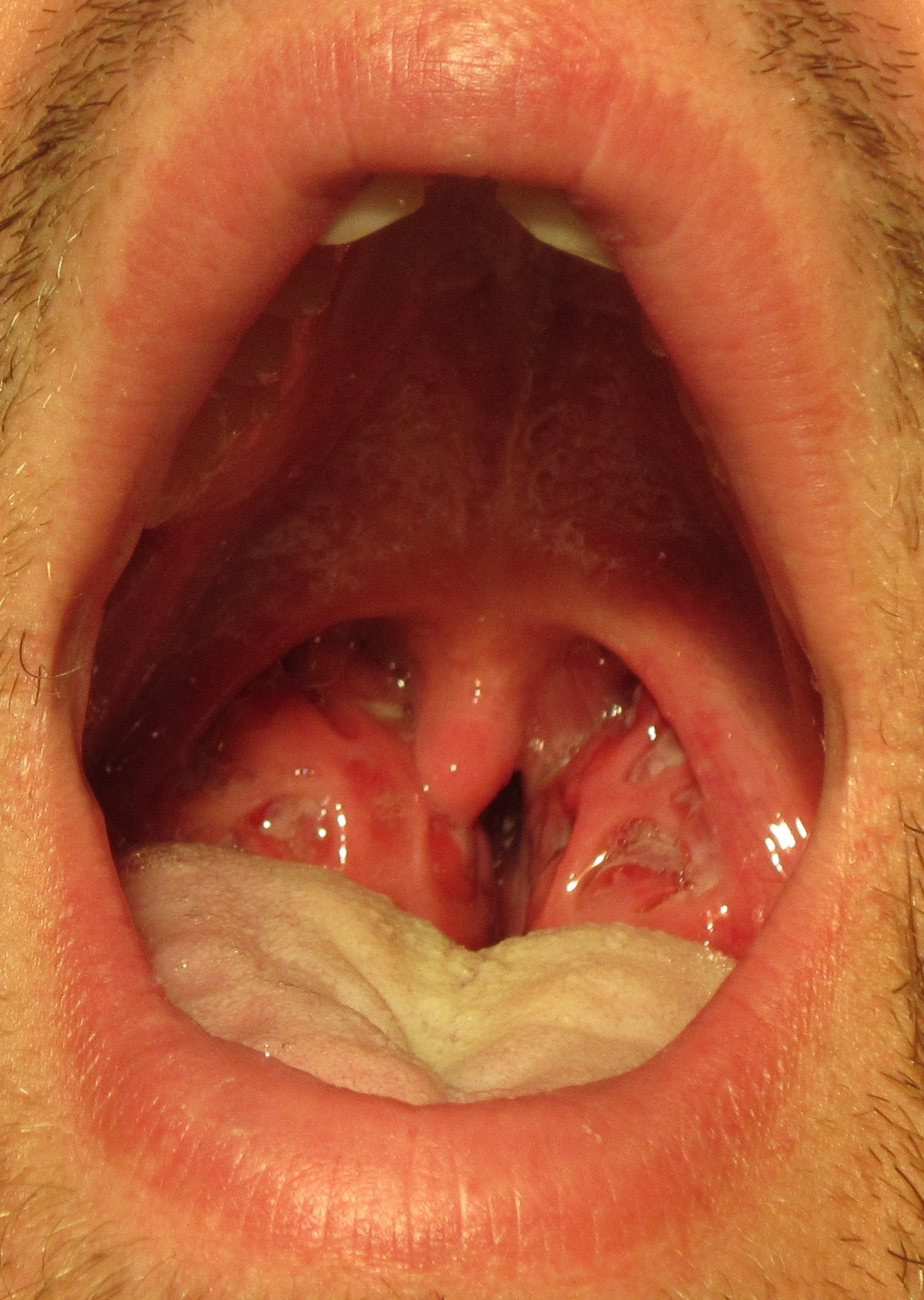
链球菌咽喉炎病例。请注意肿大带白色脓液的扁桃体。
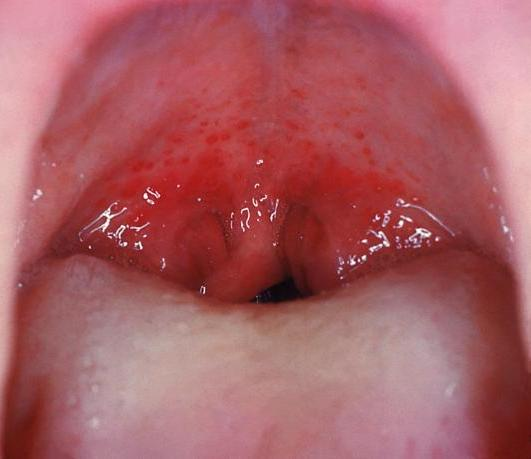
链球菌咽喉炎病例。请注意红色的瘀點。
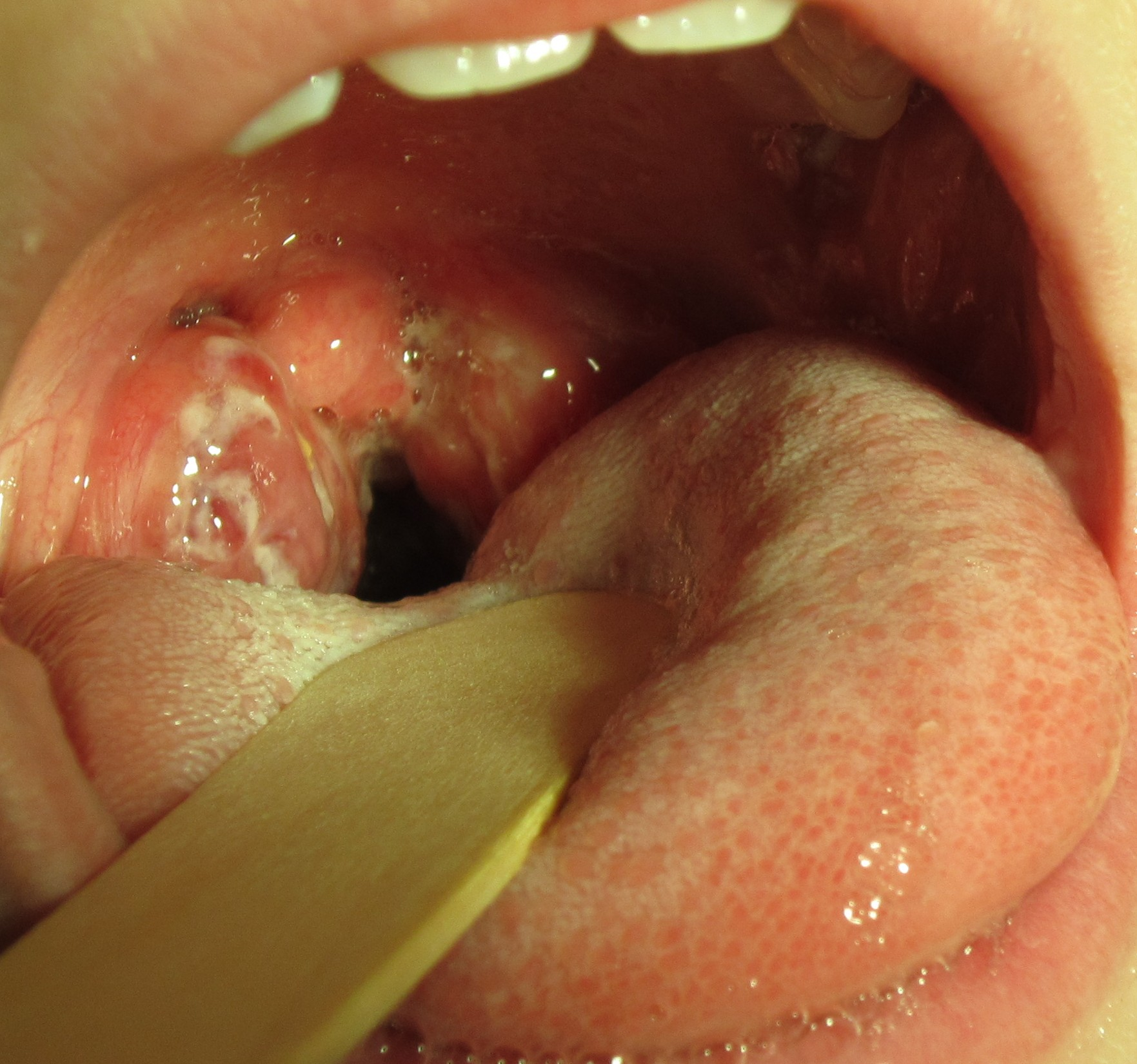
一例8岁儿童的链球菌咽喉炎。请注意咽喉后部的肿大的扁桃体，覆有白色脓液。

## 病因
链球菌性咽炎是由一类名为A组β-溶血性链球菌（简称GAS，又名A族链球菌或化脓链球菌）的细菌引起。其它细菌或病毒也可以引起喉咙痛。该病一般通过与患者的直接密切接触传播，因此在密集的人群中（例如军队或学校）疾病会更容易地扩散。空气中的细菌可以干燥存在于尘土中，但这种形式的细菌并不具有致病性及传染性；潮湿的细菌（可与于牙刷及类似物品上存活至15日）则能够使人生病。罕见的情况下，这些细菌能存活在食物中，并引起疾病爆发。在没有链球菌咽喉炎症状的儿童中，通常有约12%的喉咙内存在GAS。

## 诊断
| 分数        | 链球菌感染概率 | 治疗                                   |
| ----------- | -------------- | -------------------------------------- |
| 小于或等于1 | <10%           | 无需抗生素或细菌培养                   |
| 2           | 11-17%         | 在细菌培养或RADT结果的基础上使用抗生素 |
| 3           | 28-35%         | 在细菌培养或RADT结果的基础上使用抗生素 |
| 4或5        | 52%            | 使用抗生素（无需细菌培养）             |

改良Centor评分（modified Centor score）的检查表可协助医生决定如何治疗患链球菌咽喉炎的患者。Centor评分有五项临床评价或观察指标。它能够显示患者患链球菌咽喉炎的可能性有多大。
下列标准每项算一分：
- 无咳嗽
- 淋巴结肿大或淋巴结触痛
- 体温超过38℃
- 扁桃体化脓或水肿
- 15岁以下（如果年龄超过44岁，则去掉一分）

### 实验室检查
「咽喉拭子培養」是檢驗链球菌性咽炎的標準方法，在良好的採樣與培養技術下，其靈敏度通常在90%至95%之间。除此之外，也可以使用「快速鏈球菌檢查法」（又稱為快速抗原檢測法），快速链球菌检查法所需時間比培養法短，但是其靈敏度受到所使用的套組影響，若是套組使用舊式的乳膠凝集法則靈敏度僅有70%，較新的套組採用酶联免疫吸附试验、免疫光化學法或是化學冷光DNA探針法則靈敏度介於90–99%之間，然而新式的套組通常比較貴，並且並非所有新式套組都符合美國臨床實驗室改善修正法案的要求。
對於有症狀懷疑為链球菌性咽炎的患者，咽喉拭子培養或快速鏈球菌檢查法的陽性結果即可以確立診斷。但是快速鏈球菌檢查法為陰性結果的兒童患者，則建議必須加做咽喉拭子培養；而快速鏈球菌檢查法呈現陰性的成人患者則不必加做咽喉拭子培養，這是因為成人較少發生链球菌性咽炎，並且即使是链球菌性咽炎的成人患者，也很少像链球菌性咽炎的兒童一樣接著發生急性風濕熱。某些人的咽喉内常有链球菌存在而无任何坏处，因此对于没有症状的人，不应进行咽喉拭子培养或快速链球菌检查。这些人并不需要任何治疗。

### 类似症状的病因
链球菌咽喉炎的某些症状也见于其它疾病。正因为如此，如果没有做咽拭子培养或快速链球菌检查，难以确定是否患链球菌咽喉炎。如果患者出现发烧和喉咙痛，伴有咳嗽、流鼻涕、腹泻，和眼睛泛红发痒，则更可能是由病毒引起的喉咙痛。例如传染性单核细胞增多症亦可引起颈部淋巴结肿大、喉咙痛、发烧、扁桃体肿大，需要通过验血确诊并区分。

## 预防
有些人会比其他人更常患链球菌咽喉炎。扁桃腺切除術是防止这些人患链球菌咽喉炎的其中一条途径。一年患链球菌咽喉炎三次或以上，可被认为是切除扁桃体的合理原因。等待也是恰当的措施。

## 治疗
链球菌咽喉炎若不予治疗通常会持续数天；如用抗生素治疗则能提前16小时去除症状。用抗生素治疗的主要原因是为了降低并发症的发生几率。在症状开始的9天内使用抗生素效果较好。

### 止痛药
止痛药可以减轻链球菌咽喉炎引起的疼痛。这些药物通常包括非甾体抗炎药或扑热息痛（对乙酰氨基酚）。类固醇以及粘性利多卡因也有疗效。阿司匹林可用于成人；但由于儿童服用阿司匹林会更容易患瑞氏综合征，因此不应服用。

### 抗生素
在美国，青霉素V是最常用于链球菌咽喉炎的抗生素，因为它安全、有效且花费不高。阿莫西林则在欧洲更常使用。在印度，人们更容易患风湿热，因此通常的治疗方式是肌肉注射苄星青霉素G。
正确使用抗生素可降低症状的平均持续时间：症状平均持续时间为三至五天，而抗生素可将其缩短约一天。除此之外，它们还能减少疾病的传播。不过，抗生素实际上主要是用于尽量预防罕见的并发症的发生。这些并发症包括了风湿热、扁桃体周围脓肿和咽后脓肿。
当使用抗生素时，必须综合考虑其益处与可能产生的副作用，且不应将其用于对药物有不良反应的健康成人。对青霉素有严重过敏反应的人，应使用红霉素和其他大环内酯类药物；头孢菌素可用于过敏反应较轻的人。链球菌感染也可能导致急性增殖性肾小球肾炎，且抗生素无法降低发生该情况的几率。
在链球菌性咽炎的治疗中，抗生素常被过度使用，使用率甚至超过了疾病本身的发病率。一项研究显示，在中国，抗生素滥用使得绝大部分的化脓链球菌对大环内酯和四环素具有抗药性。

## 预后
无论治疗或不治疗，链球菌咽喉炎的症状通常在三至五天后消退。抗生素治疗可降低疾病恶化与扩散的风险。儿童在首次服用抗生素的24小时后，即可返回学校。
链球菌咽喉炎的并发症包括但不限于：
- 风湿热[9]
- 猩红热[26]
- 中毒性休克综合征[26][27]
- 肾小球肾炎[28]
- 链球菌感染相关的小儿自體免疫性神经精神障碍（PANDAS）[28]

## 流行病学
在美国每年有1100万人患上喉炎。尽管大多数情况下喉咙痛是由病毒感染引起，A组β-溶血性链球菌引起的链球菌性咽炎仍是15%至30%的儿童，及5%到20%的成年人喉咙痛的原因。发病时节通常在冬末和早春。
每年全世界有超过6.16亿的链球菌性咽炎新病例，其中发达国家约有6200万例，发展中国家约有5.54亿。

### 引用
1. 1 2 3  . CDC. October 19, 2015  [2 February 2016]. （原始内容存档于2016-02-02）.
2. 1 2 3  Warrell, David; Cox, Timothy M.; Firth, John; Török, Estée. . OUP Oxford. 2012-10-11: 280  [2017-08-26]. ISBN 978-0-19-163173-3. （原始内容存档于2016-10-10） （英语）.
3. ↑  Goroll, Allan H.; Mulley, Albert G. . Lippincott Williams & Wilkins. 2009-01-01: 1408  [2017-08-26]. ISBN 978-0-7817-7513-7. （原始内容存档于2016-09-15） （英语）.
4. 1 2  Harris, Aaron M.; Hicks, Lauri A.; Qaseem, Amir. . Annals of Internal Medicine. 2016-03-15, 164 (6)  [2022-07-21]. ISSN 0003-4819. doi:10.7326/M15-1840. （原始内容存档于2022-03-09）.
5. ↑  Weber, Ruth. . Primary Care: Clinics in Office Practice. 2014-03, 41 (1)  [2022-07-21]. PMC 7119355 . PMID 24439883. doi:10.1016/j.pop.2013.10.010. （原始内容存档于2020-09-18） （英语）.
6. 1 2  Shaikh, Nader; Leonard, Erica; Martin, Judith M. . Pediatrics. 2010-09-01, 126 (3)  [2022-07-21]. ISSN 0031-4005. doi:10.1542/peds.2009-2648. （原始内容存档于2022-03-16） （英语）.
7. 1 2 3 4 5 6 7 8 9 10 11 12 13 14  Choby, Beth A. . American Family Physician. 2009-03-01, 79 (5)  [2022-07-21]. ISSN 0002-838X. PMID 19275067. （原始内容存档于2022-06-30）.
8. ↑  Shulman, Stanford T.; Bisno, Alan L.; Clegg, Herbert W.; Gerber, Michael A.; Kaplan, Edward L.; Lee, Grace; Martin, Judith M.; Van Beneden, Chris. . Clinical Infectious Diseases. 2012-11-15, 55 (10)  [2022-07-21]. ISSN 1537-6591. PMC 7108032 . PMID 22965026. doi:10.1093/cid/cis629. （原始内容存档于2022-06-20） （英语）.
9. 1 2 3 4  Brook, Itzhak; Dohar, Joseph E. . The Journal of Family Practice. 2006-12, 55 (12)  [2022-07-21]. ISSN 0094-3509. PMID 17137534. （原始内容存档于2022-05-20）.
10. 1 2 3 4  Hayes, C. S.; Williamson, H. . American Family Physician. 2001-04-15, 63 (8)  [2022-07-21]. ISSN 0002-838X. PMID 11327431. （原始内容存档于2022-03-08）.
11. 1 2 3 4 5 6  Baltimore, Robert S. . Current Opinion in Pediatrics. 2010-02, 22 (1)  [2022-07-21]. ISSN 1040-8703. doi:10.1097/MOP.0b013e32833502e7. （原始内容存档于2022-06-30） （美国英语）.
12. ↑  Lindbæk, Morten; Arne Høiby, Ernst; Lermark, Gro; Marie Steinsholt, Inger; Hjortdahl, Per. . Scandinavian Journal of Primary Health Care. 2004-12, 22 (4). ISSN 0281-3432. doi:10.1080/02813430410006729 （英语）.
13. ↑  Smith, Ellen Reid; Kahan, Scott; Miller, Redonda G. . In a Page Series. Hagerstown, Maryland: Lippincott Williams & Wilkins. 2008: 312. ISBN 0-7817-7043-2.
14. 1 2 3  Bisno, Alan L.; Gerber, Michael A.; Gwaltney, Jack M.; Kaplan, Edward L.; Schwartz, Richard H. . Clinical Infectious Diseases. 2002-07-15, 35 (2)  [2022-07-21]. ISSN 1537-6591. doi:10.1086/340949. （原始内容存档于2022-04-05） （英语）.
15. ↑  Ebell, Mark H. . American Family Physician. 2004-10-01, 70 (7)  [2022-07-21]. ISSN 0002-838X. PMID 15508538. （原始内容存档于2022-06-15）.
16. 1 2  Paradise, Jack L.; Bluestone, Charles D.; Bachman, Ruth Z.; Colborn, D. Kathleen; Bernard, Beverly S.; Taylor, Floyd H.; Rogers, Kenneth D.; Schwarzbach, Robert H.; Stool, Sylvan E.; Friday, Gilbert A.; Smith, Ida H. . New England Journal of Medicine. 1984-03-15, 310 (11). ISSN 0028-4793. doi:10.1056/NEJM198403153101102 （英语）.
17. ↑  Alho, Olli-Pekka; Koivunen, Petri; Penna, Tomi; Teppo, Heikki; Koskela, Markku; Luotonen, Jukka. . BMJ. 2007-05-05, 334 (7600). ISSN 0959-8138. PMC 1865439 . PMID 17347187. doi:10.1136/bmj.39140.632604.55 （英语）.
18. ↑  Johnson, Benjamin C.; Alvi, Aijaz. . Postgraduate Medicine. 2003-03, 113 (3). ISSN 0032-5481. doi:10.3810/pgm.2003.03.1391 （英语）.
19. ↑  Thomas, M.; Del Mar, C.; Glasziou, P. . The British Journal of General Practice: The Journal of the Royal College of General Practitioners. 2000-10, 50 (459)  [2022-07-21]. ISSN 0960-1643. PMC 1313826 . PMID 11127175. （原始内容存档于2022-03-29）.
20. ↑  Wing, Andrew; Villa-Roel, Cristina; Yeh, Benson; Eskin, Barnet; Buckingham, Jeanette; Rowe, Brian H. . Academic Emergency Medicine. 2010-04-13, 17 (5)  [2022-07-21]. doi:10.1111/j.1553-2712.2010.00723.x. （原始内容存档于2022-03-29） （英语）.
21. ↑  . MedicineNet.com.   [2010-05-07]. （原始内容存档于2010-04-08）.
22. ↑  Bonsignori, F.; Chiappini, E.; De Martino, M. . International Journal of Immunopathology and Pharmacology. 2010-01, 23 (1 Suppl)  [2022-07-21]. ISSN 0394-6320. PMID 20152073. （原始内容存档于2022-06-18）.
23. 1 2  Snow, Vincenza; Mottur-Pilson, Christel; Cooper, Richelle J.; Hoffman, Jerome R. . Annals of Internal Medicine. 2001-03-20, 134 (6)  [2022-07-21]. ISSN 0003-4819. doi:10.7326/0003-4819-134-6-200103200-00018. （原始内容存档于2022-06-30）.
24. ↑  Linder, Jeffrey A. . JAMA. 2005-11-09, 294 (18). ISSN 0098-7484. doi:10.1001/jama.294.18.2315 （英语）.
25. ↑  Liu, Xiaorong; Shen, Xuzhuang; Chang, Hesheng; Huang, Guoying; Fu, Zhou; Zheng, Yuejie; Wang, Libo; Li, Chengrong; Liu, Lan; Shen, Ying; Yang, Yonghong. . Pediatric Pulmonology. 2009-05, 44 (5). doi:10.1002/ppul.20976 （英语）.
26. 1 2  . （原始内容存档于2008-12-08）.
27. ↑  Stevens, Dennis L.; Tanner, Martha H.; Winship, Jay; Swarts, Raymond; Ries, Kristen M.; Schlievert, Patrick M.; Kaplan, Edward. . New England Journal of Medicine. 1989-07-06, 321 (1). ISSN 0028-4793. doi:10.1056/NEJM198907063210101 （英语）.
28. 1 2  Hahn, Ricardo G.; Knox, Lynda M.; Forman, Todd A. . American Family Physician. 2005-05-15, 71 (10)  [2022-07-21]. ISSN 0002-838X. PMID 15926411. （原始内容存档于2022-06-26）.
29. ↑  Carapetis, Jonathan R; Steer, Andrew C; Mulholland, E Kim; Weber, Martin. . The Lancet Infectious Diseases. 2005-11, 5 (11)  [2022-07-21]. doi:10.1016/S1473-3099(05)70267-X. （原始内容存档于2022-06-19） （英语）.